# 鹿島秀麿

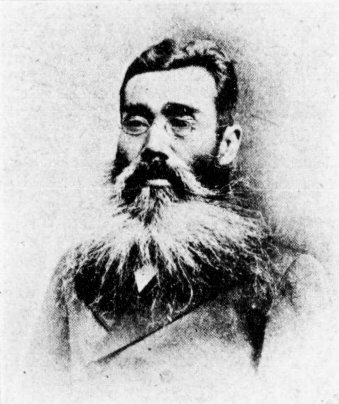
鹿島秀麿

鹿島 秀麿（かしま ひでまろ、1852年10月10日（嘉永5年8月27日） - 1932年（昭和7年）3月27日）は、日本の武士（徳島藩士）、明治期の政治家、ジャーナリスト、実業家。勲四等旭日小綬章。

## 経歴
近江国甲賀郡水口（現滋賀県甲賀市）で水口藩医師大村純道の次男として生まれた。幕末には徳島藩侍医鹿島家の養子となり、徳島藩に仕えた。明治維新後稲田騒動 （徳島藩家老の稲田邦植が淡路島の分藩を求めたことに対し、徳島藩士が激発した事件）に巻き込まれて藩職を去ったのち、上京して慶應義塾に学ぶ。神戸新報を立ち上げる。
帰淡後、教育・新聞出版事業に携わるとともに、立憲改進党に参加して兵庫県の自由民権運動の中心的存在となっていった。また明治10年代、慶應義塾関係者が多かった神戸の政財界に深く関与し、兵庫県会議員、同副議長などを務め、明治23年（1890年）7月の第1回衆議院議員総選挙では神戸から当選して国会議員となった。その後も大正期に至るまで合計8回当選（3回、4回、6回補欠、7 - 9回、10回補欠、12回総選挙）、兵庫県を代表する国会議員として活躍した。多くの会社の設立に関わり、市街鉄道問題に参画して近代鉄道の整備にも尽力、神戸市の水道布設にもかなり努力しており、神戸の近代都市化への貢献は大きいものがある。明治40年（1907年）、日露戦争の功により勲四等。